# إدغاردو جوميز
إدغاردو جوميز هو أحيائي فلبيني، ولد في 7 نوفمبر 1938.